# Yvonne Walter
Yvonne Walter (Eindhoven, 4 oktober 1946), pseudoniem voor Yvonne de Kok, is een Nederlandse jazzzanger en songwriter. Ze wordt gerekend tot de top van jazzmusici in Nederland en België.

## Levensloop
Van jongs af aan was De Kok kunstzinnig georiënteerd en met bijzondere interesse voor jazz. Door de tijdgeest en persoonlijke omstandigheden moest ze zich praktisch opstellen en kon ze zich slechts beperkt met de kunsten bezighouden. Haar eerste drie huwelijken stranden elk zodra zij zich realiseerde dat ze haar eigen behoeften en projecten negeerde. In haar eigen woorden: "Mijn generatie heeft zich met veel volharding moeten wringen uit het keurslijf van wat er van je werd verwacht als vrouw, vooral dan het in dienst staan van man en kroost en je eigen ambities opzijschuiven." Tegen haar vijftigste maakte ze het besluit voor haarzelf te kiezen en vol voor haar muzikale carrière te gaan. Dat ging gepaard met een verhuis naar Antwerpen en verandering van haar naam.

### Jeugd en eerste optredens
Walter werd een jaar na de Tweede Wereldoorlog in Eindhoven geboren als Yvonne de Kok. Op haar zevende begon ze met pianospelen en als tiener trad ze op in bandjes van de middelbare school in Dordrecht. In die tijd begon ze ook met liedjes schrijven.
Ze is betrokken geweest in toneel en cabaret, maar koos bewust voor vocale jazz. Ze volgde hiervoor lessen bij Len del Ferro en Dany Zonewa en is daarnaast autodidact. Ze werd ontdekt door Toots Thielemans met wie ze optrad. Ze raakte goed bevriend met haar mentor, de jazzzanger Mark Murphy.

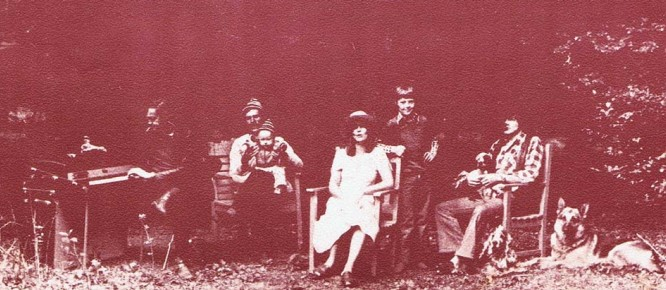
De Kok met Trio Pim Bergman

Na diverse omzwervingen in Nederland, streek ze neer in het Zeeuwse Nisse. Met het Pim Bergman-trio speelde ze maandelijks in het Middelburgse café De Mug. Hieruit rolde in 1982 de ep Reservé, opgenomen aldaar.

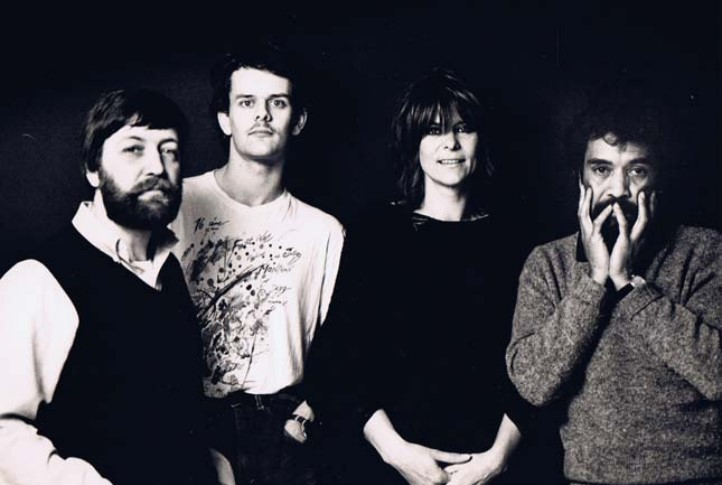
De Kok met Trio Mary Hehuat in 1984. vlnr: Wout Hendriks, Hans Eykenaar, Yvonne de Kok, Mary Hehuat

De Kok speelde in de jaren 1980 regelmatig op Nederlandse en Belgische podia met het Mary Hehuat-trio, bestaande uit Mary Hehuat (bas), Wout Hendriks (piano) en Hans Eykenaar, Dré Pallemaerts, Hans Van Oosterhout, dan wel Eric Ineke (drums). Daar kwam de elpee The Boys Next Door (1984) uit voort. Naar aanleiding hiervan werd in een recensie haar stem beschreven als een lichtelijk gevoileerd geluid, een uitstekende jazz-stem, met een zangstijl die geïnspireerd leek te zijn door Billy Holiday en Cleo Laine.

### Renaissance
Na ruim twee decennia in binnen- en buitenland jazzklassiekers te hebben gezongen, nam ze in 1993 als artiestennaam Yvonne Walter aan, de meisjesnaam van haar moeder. 'De Kok' zou in het Engels namelijk schunnig klinken. Onder haar nieuwe naam bracht ze haar eerste CD uit, Close Enough. Ze settelde in Antwerpen, in de buurt van Mary Hehuats jazzcafé Hopper, waar ze sindsdien ruim twee decennialang maandelijks geprogrammeerd stond. In 1997 werd Close Enough uitgebracht, haar eerste cd met eigen composities.
Halverwege de jaren 2000 vergaarde Walter in Vlaanderen naamsbekendheid met de muziektheatervoorstelling Gezien, Gezegd & Gezongen, welke ze opvoerde met de actrices Antje De Boeck en Els Dottermans.
Na twee gestrande huwelijken trouwde Walter ditmaal met een fotograaf, een stamgast van de Hopper. Ze settelden op zijn hoeve in Elversele, waar vanaf 2008 in de tuin de Mellowtime Music Festival werd georganiseerd. Hier stond Walter met name met Mark Murphy op het podium.

### Spanje
Sinds 2020 woont Walter in Malaga, Andalusië, Spanje. Daar werd ze gediagnosticeerd met longfibrose, een ongeneeslijke ziekte waarbij ademen steeds moeilijker wordt. Sindsdien treedt ze op met zuurstofbril.
In de zomer van 2023 vormde ze het kwintet Libra, bestaande uit Arturo Serra (vibrafoon), Miguel Benito (drums), Jose Carra (piano) en Bori Albero (contrabas). Met deze groep trad ze op tijdens het Ondas de Jazz en la Ciudad 2022-2023, een benefietconcert in Vitoria-Gasteiz, de hoofdstad van het Baskische Alava.

## Oeuvre

### Discografie
- Radio-opnamen met het Metropole orkest onder leiding van Rogier van Otterloo.[21]

Albums gepubliceerd ten tijde dat Walter nog als Yvonne de Kok op de planken stond:
- 1982: Reservé, met trio Pim Bergman
- 1984: The Boys Next Door, met het trio van Mary Hehuat, Wout Hendriks en Hans Eykenaar.

Albums gepubliceerd onder de naam van Yvonne Walter:
- 1993: Close Enough. Met Hein van de Geyn (bas), Michel Herr (piano/synthesizer), Peter Mingaars (gitaar) en Joke Hamminga (percussie). Dit is het debuutalbum onder Walters nieuwe naam.[22]
- 1995: The Singapore Connection. Met Pim Dijkstra (barriton sax, fluit), Terry Undag (trompet, fluglhorn, percussie), Don Gomez (piano), Jojo Martinez (bas), Louis soliano (drums).
- 1997: Thrills[22] Originele songs van Walter. Met Willem Ouwerkerk (trompet), Kurt Van Herck (saxofoon), Rob Van den Broeck (piano), Peter Mingaars (gitaar), Hein Van de Geyn (bas) Hans Van Oosterhout (drums en percussie)
- 2000: Songs for Christmas, met Harry Happel (piano en synthesizer)
- 2009: I wish I Knew: Yvonne Walter Sings the Coltrane Ballads, een interpretatie van de songs die jazzsaxofonist John Coltrane in 1962 op vinyl zette.[3][6] Met pianist Rob van Kreeveld en bassist Mary Hehuat. Deze cd ontving lof in een recensie van de Jazzflits.[23]
- 2014: Bitter Sweet, een eerbetoon aan Johanna Rafalowicz, beter bekend als Ann Burton, die met name in Japan geroemd was voor haar jazz ballades[13][24] Met Sabin Todorov (piano), Mary Hehuat (bas), Eric Ineke (drums) en gast solist Rony Verbist (altsax)
- 2017: Yvonne & Paolo, een samenwerking met Paolo Radoni (gitaar)
- 2020: Time To Swing, een liveopname van een ode aan de LP Mariage In Modern Jazz (1960) ter gelegenheid van het huwelijk tussen Rita Reys en haar pianist Pim Jacobs. Met Bram Weijters (piano), Dirk Van der Linden (gitaar), Piet Verbist (bas), Eric Ineke (drums).
- 2022: Libra, originele Europese jazzcomposities met tekst van Walter. Met Arturo Serra (vibrafoon) José Carra (piano), Bori Albero (bas) en Miguel bonito (drums).
- 2023: Pannonica. Met Arturo Serra (vibrafoon), Albert Palau (piano), Miquel Alvarez (bas) en Martin Maretti Andersen (drums).

### Optredens
Behalve in Nederland en België, verzorgde Walter optredens in met name Engeland, Spanje, Duitsland, Frankrijk, Canada, Thailand en Singapore.
- 2001: Quiet Now, met Yvonne Walter Quartet in jazzclub Desafinado, Middelburg.[25]
- 2001: Negende multimuzikaal weekend in De Lokerse Jazzclub, met Anne Wolf (toetsen), Paolo Radoni (gitaar) en Jean-Louis Rassinfosse (contrabas).[26]
- 2003-2004: Gezien, Gezegd & Gezongen, met actrices Antje De Boeck en Els Dottermans[27][28]
- 2018: Pastorieconcert Deurle[2], waar Walter optrad met de Jeroen Pek quartet, een groep bestaande uit Jeroen Pek (fluit), Ewout Pierreux (piano), Piet Verbiest (bas) en Onno White (drums).[21]
- 2023: Time to Swing! gedurende Basement Jazz editie 65, met het kwartet Bram Weyters (piano), Dirk Van der Linden (gitaar), Piet Verbist (contrabas), en Eric Ineke (drums)[29]